# Лепиота гребенчатая
Лепио́та гребе́нчатая (лат. Lepiota cristata) — несъедобный гриб семейства Шампиньоновые (Agaricaceae).

## Названия и таксономия
Научные синонимы:
- Agaricus cristatus Bolton, 1788basionym[1]

Другие русские названия: чешуйница гребенчатая, зонтик гребенчатый.
Вид впервые описан как Agaricus cristatus в 1788 г. английским натуралистом Джеймсом Болтоном. Современное видовое название Lepiota cristata было предложено в 1871 г. немецким биологом П. Куммером.
Родовое наименование гриба Lepiota происходит от др.-греч. λεπίς (lepis), чешуя; видовой эпитет cristata — от лат. cristatus, гребенчатый.

## Описание[5]
Шляпка 2—5 см ∅ ; у молодых грибов — колокольчатая, коническая, красновато-коричневая, гладкая; у зрелых грибов — выпукло-распростёртая, сухая, растрескавшаяся, концентрически покрытая нечастыми охристыми, оранжево- или желтовато-коричневыми остроконечными чешуйками поверх беловатой кожицы; середина шляпки остаётся тёмной и гладкой, иногда с бугорком в центре.
Пластинки свободные, частые, неровные, тонкие, белые, позднее кремовые.
Ножка 2—8 х 0,2—0,5 см, тонкая, цилиндрическая, слегка расширенная к основанию, гладкая, шелковистая, полая, желтоватая или кремовая, с розоватым оттенком у основания. Кольцо — узкое, тонкое, хрупкое, беловатое или с красноватым оттенком; быстро исчезает.
Мякоть белая, волокнистая, с неприятным химическим запахом и кислая на вкус.
Споровый порошок белый; у подвида из Пенсильвании Lepiota cristata var. viridispora Kyde & J.L. Peterson, 1986 — серовато-зелёный.

### Микроморфология
Споры 6—7,5 х 3—3,5 мкм, гладкие, гиалиновые, декстриноидные, имеют форму пули.

## Экология и распространение
Один из многих обычных мелких видов рода лепиота. Встречается с начала июля до конца сентября в хвойных и смешанных (с сосной) лесах, на опушках, полянах, на пастбищах и огородах, в садах, одиночно и группами, не часто. Широко распространён и обычен в северной умеренной зоне.

## Съедобность
Считается несъедобным грибом, иногда определяется как ядовитый.

## Сходные виды
Lepiota cristata обладает сходством с другими мелкими, несъедобными видами лепиот, например, с лепиотой каштановой или лепиотой шерстистообутой. Очень ядовитый вид лепиота сиреневая сходен с ним по форме, но окраска чешуек на его шляпке варьируется от пурпурной до пурпурно-коричневой.